# Другов Олексій Олександрович

Олексій Олександрович Другов — український економіст, доктор економічних наук, професор, професор кафедри менеджменту організацій Національного університету "Львівська Політехніка"

## Життєпис
У 2002 році закінчив Львівський банківський інститут Національного банку України (тепер — Університету банківської справи Національного банку України) і став фахівцем у галузі фінансів, після чого залишився там працювати як викладач-стажист та асистент.
У 2005 році він захистив кандидатську дисертацію «Інвестиційне забезпечення розвитку економіки регіону (на прикладі західних прикордонних областей)».
У 2007 році Олексію Другову було присвоєне вчене звання доцента.
У грудні 2011 року він захистив докторську дисертацію «Інвестиційне забезпечення інтелектуалізації економіки України (теорія та механізми реалізації)»
2014 року йому присвоюють вчене звання професора кафедри фінансів, банківської справи і страхування Львівського інституту Університету банківської справи Національного банку України.
Олександр Другов активно бере участь у програмах академічної мобільності «Еразмус +». Так, протягом 2016—2017 років він читав курс «GlobalBanking» у Краківському економічному університеті. Окрім того за запрошенням читав лекції у Латвійському університеті, Вроцлавському економічному Університеті, Вищій державні техніко-економічній школі імені Броніслава Маркевича (Польща).

## Науковий доробок
До кола наукових інтересів належать проблеми інтелектуалізації економіки України, інвестування та банківської діяльності.
Він є автором понад 150 наукових праць, зокрема, 11 монографій та 3 підручників.
Також рецензує журнали «Банки і банківські системи» та «ArgumentaOeconomica» (Краківський економічний університет, Польща)
Він входить до складу спеціалізованої вченої ради Національного університету «Львівська Політехніка», а також очолює Державні екзаменаційні комісії у Національному університеті «Львівська Політехніка», Львівському торговельно-економічному університетіу та Луцькому національному технічному університеті.

## Громадська діяльність
Олексій Другов брав участь у проектах USAID в Україні «Фінансова грамотність в Україні» та Фонду «Відродження» «Громадський моніторинг бюджетного процесу і використання бюджетних коштів у Львівській області».

## Відзнаки і нагороди
- Грамота Міністерства освіти і науки України
- Грамота Львівської обласної державної адміністрації
- Грамота Львівської обласної ради
- Премія Львівської обласної державної адміністрації та Львівської обласної ради для визнаних науковців Львівщини.

## Особисте життя
Олексій Другов захоплюється біографічною та діловою літературою, тенісом та подорожами.
Проживає у Львові.